# Klis

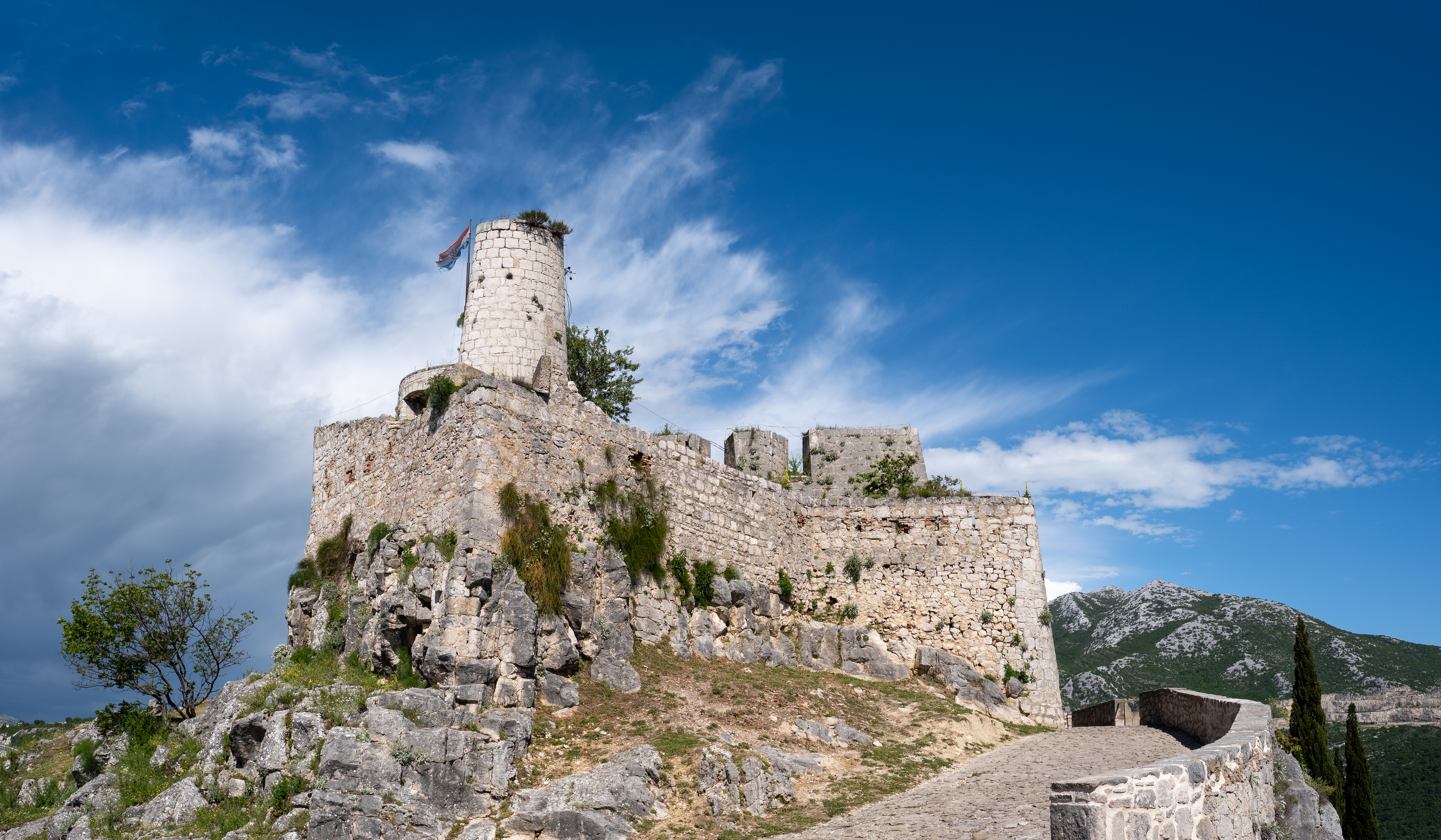
Pevnost u Klisu

Klis (italsky Clissa) je vesnice ve střední Dalmácii (Chorvatsko), ležící severovýchodně od měst Solin a Split. Žije zde 2557 obyvatel, v celé stejnojmenné opčině (zahrnující i osm dalších okolních vesnic) žije 4367 obyvatel (sčítání lidu 2001).
Horský průsmyk u Klisu odděluje ve výšce 360 metrů nad mořem pohoří Mosor a Mali Kozjak, díky čemuž měl Klis v historii strategickou pozici, neboť všichni ti, kdo jím prošli, byli lehce schopni dostat se do celé oblasti kolem Splitu a Kaštely. Během osmanských válek v Evropě byla na nedalekém kopci zřízena pevnost.
Ve Klisu jsou kvůli jeho pozici často citelné i silné jadranské větry - bóry.

## Sídla
Kromě vlastní vesnice opčina zahrnuje sídla Brštanovo, Dugobabe, Konjsko, Korušce, Nisko, Prugovo, Veliki Broćanac a Vučevica.